# Gaston VI. (Béarn)
Gaston VI. (katalanisch: Gastó de Montcada, französisch: Gaston de Moncade; † 1214) war ein Vizegraf von Béarn und iure uxoris ein Graf von Bigorre und Vizegraf von Marsan aus dem Haus Montcada. Er war ein Sohn des katalanischen Adligen Wilhelm von Montcada (Wilhelm I. von Béarn; † 1172) und der Vizegräfin Maria von Béarn.
Im Jahr 1173 übernahm Gaston von seiner Mutter die Herrschaft in Béarn. Einer alten Legende nach, soll er vom Béarner Volk gegenüber seinem Bruder Wilhelm Raimund als neuer Herr bevorzugt worden sein, als eine Abordnung die Brüder schlafend aufgefunden hatte. Weil Gastons Hände im Schlaf geöffnet waren, habe man darin ein Zeichen eines freigiebigen Charakterzugs erkannt und ihn deshalb zum neuen Landesherrn bestimmt. Die Verwaltung des Béarn wurde zunächst aber von einem von König Alfons II. von Aragón eingesetzten Prokurator erledigt, bis Gaston im Februar 1186 in Huesca persönlich dem König den Lehnseid schwören und sich zur Waffenhilfe gegen jeden Feind mit Ausnahme des Grafen von Poitou (Richard Löwenherz) verpflichten konnte. 1192 arrangierte der König die Verlobung Gastons mit Pétronille († 1251), Tochter des Grafen Bernard IV. von Comminges und Erbin der benachbarten Grafschaft Bigorre und Vizegrafschaft Marsan. Die Ehe wurde wenige Jahre darauf vollzogen und sie hätte die Vereinigung eines großen Fürstentums am Nordhang der Pyrenäen nach sich gezogen, das fast den gesamten Süden der Gascogne umfasst hätte, wenn aus ihr Kinder hervorgegangen wären.
Seit dem Jahr 1209 hatte sich Gaston als Verbündeter des Grafen Raimund VI. von Toulouse im Kampf gegen den Albigenserkreuzzug engagiert, was ihm im November 1210 die Exkommunikation einbrachte. Obwohl weder das Béarn noch das Bigorre vom Katharertum betroffen war, waren diese Ländereien damit zu potentiellen Angriffszielen des Kreuzzugsführers Simon de Montfort geworden. 1211 kämpfte Gaston mit in der Schlacht um Castelnaudary. Im Januar 1213 wurde sein Anliegen von König Peter II. von Aragón, der sein Lehnsherr war, gegenüber den Kirchenvertretern auf dem Konzil bei Lavaur verteidigt. Anschließend leistete er mit den anderen Fürsten Okzitaniens am 27. Januar in Toulouse dem König den Lehnseid, kämpfte allerdings nicht in der Schlacht bei Muret (12. September 1213) mit, in welcher der König getötet wurde.
Offenbar lag Gaston zu diesem Zeitpunkt im Sterben, da er um diese Zeit das Dorf Saint-Marie der Kirche von Oloron in der Hoffnung schenkte, die Absolution zu erhalten. Sein Testamten hatte er Mitte 1214 verfasst und war kurz darauf gestorben. Wahrscheinlich hatte er doch noch die Absolution erhalten, die der Legat Peter von Benevent im Auftrag Papst Innozenz’ III. im April 1214 gegenüber den okzitanischen Fürsten ausgesprochen hatte.
Gemäß Gastons Testament war ihm in Béarn sein Bruder Wilhelm Raimund nachgefolgt. Bigorre und Marsan hatte seine Witwe in ihre nächsten Ehen mitgenommen.